# Tullebo
Tullebo is een plaats in de gemeente Bollebygd in het landschap Västergötland en de provincie Västra Götalands län in Zweden. De plaats heeft 72 inwoners (2005) en een oppervlakte van 21 hectare.